# Collegio plurinominale Lombardia 3 - 01 (2017)
Il collegio elettorale plurinominale Lombardia 3 - 01 è stato un collegio elettorale plurinominale della Repubblica Italiana per l'elezione della Camera tra il 2017 ed il 2022.

## Territorio
Come previsto dalla legge elettorale italiana del 2017, il collegio era stato definito tramite decreto legislativo all'interno della circoscrizione Lombardia 3.
Il collegio comprendeva la zona definita dai quattro collegi uninominali Lombardia 3 - 01 (Brescia), Lombardia 3 - 02 (Lumezzane), Lombardia 3 - 03 (Desenzano del Garda) e Lombardia 3 - 04 (Palazzolo sull'Oglio).

## Dati elettorali

### XVIII legislatura
Come previsto dalla legge elettorale, 386 deputati erano eletti in 63 collegi plurinominali con ripartizione proporzionale a livello nazionale tra le coalizioni e le singole liste che avessero superato la soglia di sbarramento stabilita.
Nel collegio venivano eletti 10 deputati.
| Liste          | Liste                               | Proporzionale | Proporzionale | Proporzionale | Maggioritario | Maggioritario | Maggioritario |  |
| Liste          | Liste                               | Voti          | %             | Seggi         | Voti          | %             | Seggi         |  |
| -------------- | ----------------------------------- | ------------- | ------------- | ------------- | ------------- | ------------- | ------------- |  |
|                | Lega                                | 204 451       | 33,23         | 2             | 315 551       | 51,28         | 4             |  |
|                | Forza Italia                        | 77 509        | 12,60         | 1             | 315 551       | 51,28         | 4             |  |
|                | Fratelli d'Italia                   | 28 194        | 4,58          | –             | 315 551       | 51,28         | 4             |  |
|                | Noi con l'Italia – UDC              | 5 397         | 0,88          | –             | 315 551       | 51,28         | 4             |  |
|                | Partito Democratico                 | 121 382       | 19,73         | 2             | 140 981       | 22,91         | –             |  |
|                | +Europa                             | 15 076        | 2,45          | –             | 140 981       | 22,91         | –             |  |
|                | Civica Popolare                     | 2 289         | 0,37          | –             | 140 981       | 22,91         | –             |  |
|                | Italia Europa Insieme               | 2 234         | 0,36          | –             | 140 981       | 22,91         | –             |  |
|                | Movimento 5 Stelle                  | 115 674       | 18,80         | 1             | 115 674       | 18,80         | –             |  |
|                | Liberi e Uguali                     | 16 831        | 2,74          | –             | 16 831        | 2,74          | –             |  |
|                | CasaPound                           | 7 391         | 1,20          | –             | 7 391         | 1,20          | –             |  |
|                | Potere al Popolo!                   | 5 411         | 0,88          | –             | 5 411         | 0,88          | –             |  |
|                | Il Popolo della Famiglia            | 5 082         | 0,83          | –             | 5 082         | 0,83          | –             |  |
|                | Italia agli Italiani (FN - MSFT)    | 3 894         | 0,63          | –             | 3 894         | 0,63          | –             |  |
|                | Grande Nord                         | 2 182         | 0,35          | –             | 2 182         | 0,35          | –             |  |
|                | 10 Volte Meglio                     | 1 263         | 0,21          | –             | 1 263         | 0,21          | –             |  |
|                | Italia nel Cuore                    | 574           | 0,09          | –             | 574           | 0,09          | –             |  |
|                | Partito Repubblicano Italiano – ALA | 500           | 0,08          | –             | 500           | 0,08          | –             |  |
| Totale         | Totale                              | 615 334       | 100           | 6             | 615 334       | 100           | 4             |  |
|                |                                     |               |               |               |               |               |               |  |
| Schede bianche | Schede bianche                      | 9 588         | 1,51          |               |               |               |               |  |
| Schede nulle   | Schede nulle                        | 9 416         | 1,48          |               |               |               |               |  |
| Votanti        | Votanti                             | 634 338       | 78,92         |               |               |               |               |  |
| Elettori       | Elettori                            | 803 771       |               |               |               |               |               |  |

## Eletti

### Eletti nei collegi uninominali
Eletti nella coalizione di centro-destra (Lega - FI - FdI - NcI-UDC)
| Collegio uninominale    | Eletto | Eletto              | Partito |
| ----------------------- | ------ | ------------------- | ------- |
| 1. Brescia              |        | Simona Bordonali    | Lega    |
| 2. Lumezzane            |        | Paolo Formentini    | Lega    |
| 3. Desenzano del Garda  |        | Mariastella Gelmini | FI      |
| 4. Palazzolo sull'Oglio |        | Alessandro Colucci  | NcI     |

1. ↑  In data 21.07.2022 aderisce al gruppo misto, non iscritti.

### Eletti nella quota proporzionale
| Lega                                 | Movimento 5 Stelle | Partito Democratico                | Forza Italia  |
| ------------------------------------ | ------------------ | ---------------------------------- | ------------- |
|                                      |                    |                                    |               |
| Giuseppe Cesare Donina Eva Lorenzoni | Claudio Cominardi  | Alfredo Bazoli Marina Berlinghieri | Andrea Orsini |